# 离散q-埃尔米特I多项式
离散q-埃尔米特多项式是以超几何函数定义的正交多项式
{\displaystyle \displaystyle h_{n}(x;q)=q^{\binom {n}{2}}{}_{2}\phi _{1}(q^{-n},x^{-1};0;q,-qx)=x^{n}{}_{2}\phi _{0}(q^{-n},q^{-n+1};;q^{2},q^{2n-1}/x^{2})=U_{n}^{(-1)}(x;q)}

## 图集
|  |  |  |

|  |  |  |